# Гуревич, Аарон Юрьевич
Ааро́н Ю́рьевич Гуре́вич (род. 1973, Москва) — раввин, еврейский общественный деятель, член Общественного совета при ФСИН России. Руководитель Департамента Федерации еврейских общин России по взаимодействию с правоохранительными учреждениями.

## Биография
В 1991 году закончил московскую среднюю школу № 552, после чего поступил на исторический факультет Московского государственного педагогического университета им. Ленина.
В период учёбы в университете Аарон (Алексей) Гуревич два года обучался в раввинской академии (ешива «Томхей Тмимим»), тоже в Москве, а по её окончании отправился в Израиль. Там он прошел академический курс у Главы раввинского суда «Эйда Харейдис» рава М. А. Фрайнда в раввинской академии (ешива «Йетев Лев»), Иерусалим.
Окончив обучение в 1995 году, Аарон Гуревич занялся общественной деятельностью, координацией учебно-образовательных программ «Центральной благотворительной организации евреев в Германии».
Позже стал помощником главного раввина Франкфурта-на-Майне, а в 1999 году, после получения раввинского диплома, раввином синагоги «Baumweg».
В 2000-м Аарон Юрьевич становится раввином Владимирской еврейской общины, а также исполнительным директором международной молодёжной еврейской организации «Эш-а-Тора» в Москве.
С 2001 по 2002 год был Главным раввином Западной Сибири и Тюмени.
Всё время Аарон Гуревич занимается активной общественной и социальной работой: координирует программы Федерации еврейских общин России (ФЕОР) по восстановлению общинной структуры в Московской области, руководит департаментом ФЕОР по взаимодействию с Вооруженными Силами, МЧС, правоохранительными учреждениями и ветеранскими организациями РФ, участвует в Общественном совете при Министерстве Обороны РФ, является членом правления Всеевропейской конференции еврейских капелланов, почётным членом движения «Право на оружие».
Два года, с 2008 по 2010 г., Аарон Гуревич — член Общественного совета при МВД Российской Федерации, по 2011-й — член консультационного совета по делам национальностей при правительстве Московской области.
Аарон Гуревич восстановил и возглавил Военный раввинат на территории России, активно участвует в организации работы российских тюремных раввинов, опекает заключённых, исповедующих иудаизм. Каждую неделю Аарон Юрьевич проводит занятия по еврейской традиции в Бутырском изоляторе и «Матросской тишине». Он также активно участвует во всех мероприятиях, укрепляющих межрелигиозный диалог.
Раввин награждён множеством медалей и почётных грамот за многочисленные заслуги. 23 мая 2023 года Аарон Гуревич принял из рук Президента Путина Орден Дружбы, поблагодарил Президента за строительство счастливой жизни в России и благословил его.
В настоящее время[когда?] Аарон Гуревич — член Общественных советов при МВД, ФССП и ФСИН России.
Аарон Гуревич женат, воспитывает четверых детей.

## Награды
- Орден Дружбы. Вручён в 2023 году президентом Российской Федерации В. В. Путиным на церемонии в Екатерининском зале Московского Кремля[3].
- Медаль «За веру и добро» губернатора Кемеровской области
- Памятный знак к 65-летию Победы «Союза ветеранов Западной группы войск»
- Медаль Жукова к 65-летию Победы[какая?]
- Серебряная медаль «За заслуги перед уголовно-исполнительной системой»[какая?]
- Медаль «240 лет Бутырскому тюремному замку»
- Золотая медаль «За заслуги перед уголовно-исполнительной системой»[какая?]
- Почётная грамота Министра внутренних дел РФ, почётная грамота Академии гражданской защиты МЧС России, почётная грамота министра обороны РФ (2), грамота ФСКН России, грамота ФСИН России
- Медаль «За вклад в укрепление межрелигиозного мира и согласия» от Межрелигиозного совета России.
- Почётная грамота от Директора ФСИН.